# Cotaxtla (kommun)
Cotaxtla är en kommun i Mexiko.   Den ligger i delstaten Veracruz, i den sydöstra delen av landet, 300 km öster om huvudstaden Mexico City.
Följande samhällen finns i Cotaxtla:
- Cotaxtla
- Loma Angosta
- San Antonio
- Palmarillo
- Paso Real
- El Moralito
- Pueblo Viejo
- Dos Matas
- La Cebadilla
- Bajos de Tlachiconal
- El Pedregal
- Colonia el Carmen
- El Xúchitl
- Las Limas
- Cruz de Quintero
- Las Guacamayas
- Vista Hermosa
- Las Lomitas
- La Aurora
- La Mocarraca
- Loma Bonita
- Santa Rita
- Loma del Manantial
- La Palma
- Santa Gertrudis
- Piedra Herrada
- El Chavernero